# لوئیس خراردو مندز
لوئیس خراردو هرناندز مندوز (اسپانیایی: Luis Gerardo Méndez‎) (زاده۱۲ مارس ۱۹۸۲) هنر پیشه و تهیه کننده متولد شهر آگو ئاسکالینتس اهل کشور مکزیک است.
این بازیگر با هنرپیشگی در فیلم خانواده نجیب در ژانر کمدی، سال ۲۰۱۳ به شهرت رسید.